# 浩罕汗国
浩罕汗国（察合台语：خوقند خانلیغی‬ Khoqand Khānligi），是中亚历史上的一個穆斯林汗国，18世纪初由乌兹别克明格部落建立，於1876年为俄羅斯帝國所滅。該國版图包括今日的哈萨克斯坦南部部分地区、烏兹別克斯坦東部以及塔吉克斯坦与吉尔吉斯部分领土。

## 历史

### 建国

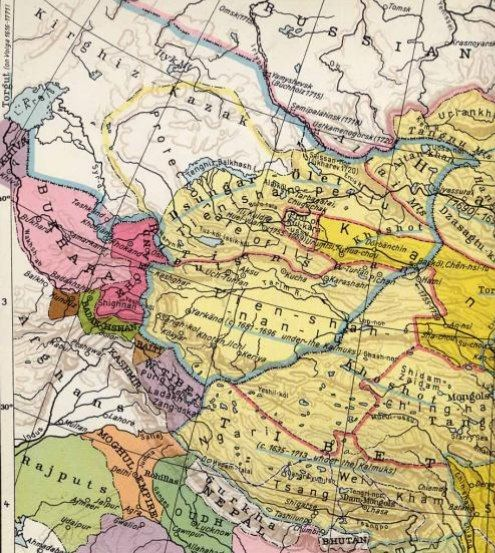
1760年的浩罕汗国（粉红色）

建立浩罕的明格部落是16世纪从原金帐汗国南迁至河中的乌兹别克人的一系（1514年第一位統治者名阿爾丁別什）。这一时期在中亚，由自称为乌兹别克人的金帐汗国末裔建立起的国家共有三个，除了浩罕汗国，其他两个汗国都宣称是昔班尼的后裔。在这三个汗国中，布哈拉汗国居于统治地位。
17世纪末，布哈拉汗国国势衰微，其实际控制领地仅剩首都所在的河中地区的一部分。于是在费尔干纳地区，信仰伊斯兰神秘主义的和卓们开始了领地自治化。大约1710年左右，费尔干纳地区的明格部落首领沙鲁克开始反抗宗教政权，并于1740年定都浩罕，建立了浩罕汗国，摆脱了布哈拉汗国的统治。在当时，以民族独立为目的而建国是很常见的。
浩罕汗国建立当初，国家较为弱小，经常受到位于天山山脉北麓地区的准噶尔汗国的侵略。1757年，清朝征服了准噶尔汗国，并于1759年鎮壓回部（新疆南部）的大小和卓之乱，控制了整个新疆地区，使得浩罕汗国和清朝在塔里木盆地的喀什地方直接接壤。一些从清朝统治地区逃亡的瓦拉贵族，以及之前统治塔里木盆地的和卓们开始流亡到浩罕汗国，使得浩罕汗国成为了清朝眼中的潜在威胁。
面对清朝将军兆惠率领大军的威胁，浩罕君主伊尔达娜（清朝称之为“额尔德尼”）向位于南面的阿富汗阿卜达里王朝国王艾哈迈德·沙·杜兰尼求援未果，以确保其与新疆地区的通商权为条件，乾隆25年（1760年），浩罕統治者額爾德尼歸附中國，臣服於清廷，並於乾隆39年（1774年）年起，成为清朝的藩属国，确保了对新疆地区的贸易，这为之后浩罕汗国的经济繁荣打下了基础。同时军事方面的压力也大为减轻。这些条件使得浩罕汗国具备了扩大其领地的条件。浩罕汗国的各代君主都积极雇佣原准噶尔军队中的主力——柯尔克孜族，作为雇佣兵和炮兵充实军事力量。在18世纪末纳尔布塔统治时期，终于完成了费尔干纳地区的统一。

### 汗国疆域的扩大和鼎盛期

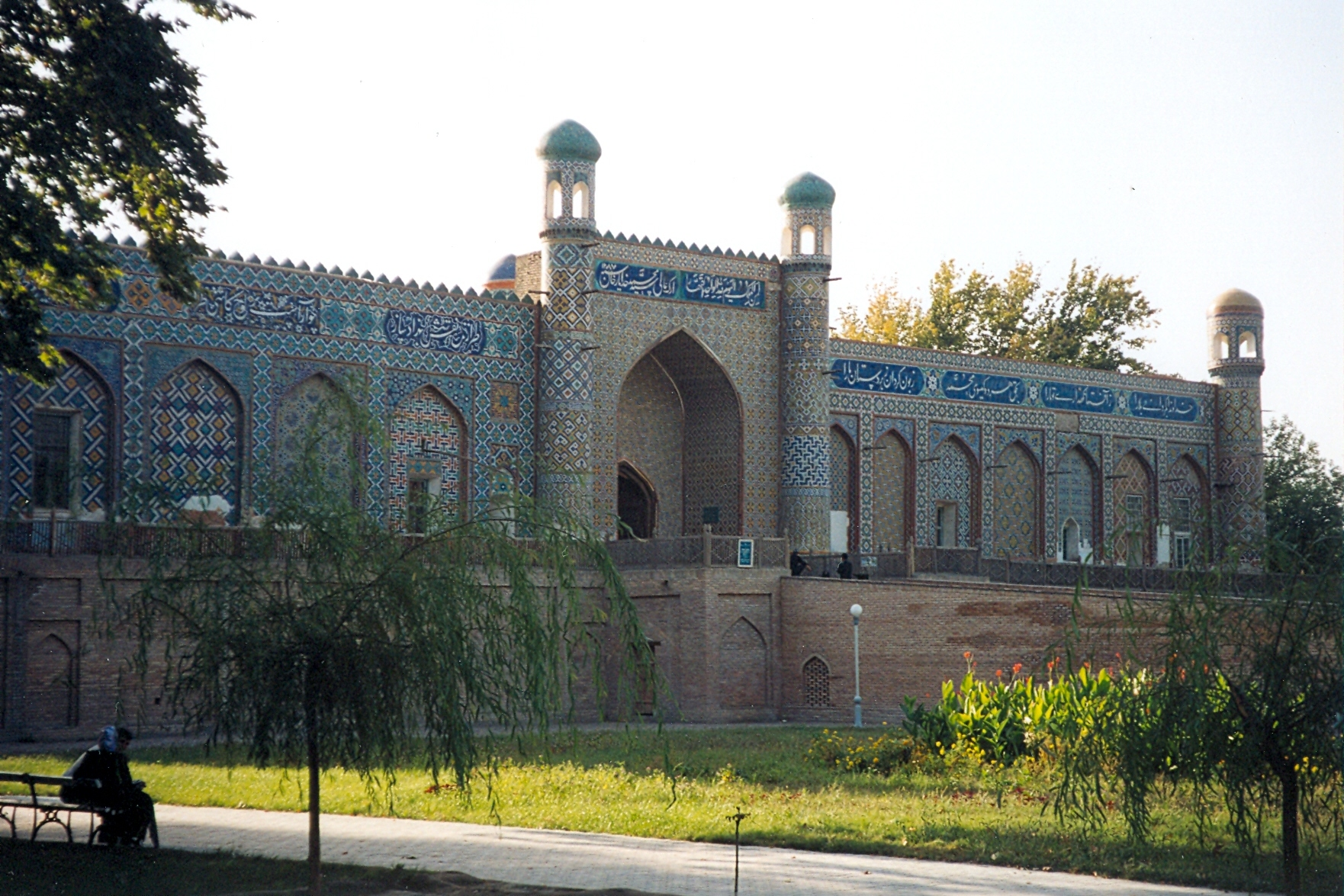
浩罕汗国皇宮遺跡

1800年，当时的君主爱里木从希瓦汗国手中，征服了中亚地区为数不多的大都市之一塔什干。塔什干是俄罗斯帝国和东方连接桥梁，浩罕汗國从而打通了进入哈萨克草原的通道。这一功绩使得当时处于浩罕汗国统治下的各个部落一致推举他成为大汗。察合台汗国以来，在中亚上所有被冠上“大汗”称号的君主，都要承认这一继承成吉思汗的尊号的习惯。因此爱里木成为了浩罕国的大汗，而国家也开始被称为“汗国”。
在1810年即位的爱里木的弟弟，穆罕默德·奥马尔汗执政期，浩罕汗国迎来了鼎盛期。通过军事行动，浩罕汗国征服了哈萨克地区的主要城市突厥斯坦，迫使该地区的哈萨克部落和吉尔吉斯部落臣服。其疆域范围的北面到达了巴尔喀什湖，西面直到锡尔河流域。
在贸易方面，浩罕汗国保持着对清朝的朝贡，同时与俄罗斯也确定了贸易关系，从而打通了东西方的贸易路线，获得了大量的经济利益。因为其与清朝的关系愈加紧密，浩罕商人垄断了新疆的进出口贸易，使得浩罕汗国成为了中亚最大的贸易国。当时中亚市场上流通的金银装饰物，武器甚至日用品都是由浩罕汗国所垄断。除此之外，从中国出口到西方的茶叶，丝绸，陶瓷器等等，也都要通过浩罕汗国。伴随着经济的增长，浩罕汗国也摆脱了处于边境地区荒芜的面貌，加速了社会基本设施的建设，逐渐成为了该地区军事·宗教·商业的中心。

### 与清朝的纷争
为了维持对新疆的统治，清朝不得不在该地区投放大量的财力人力。进入19世纪后，为了牵制浩罕汗国扩大疆域的野心，清朝开始在新疆地区逐步限制浩罕商人的活动。另一方面，强盛起来的浩罕汗国对清朝这种措施颇为不满，同时也觊觎清朝控制之下的喀什地方。为此，浩罕一直支持新疆反抗清廷統治，拒绝引渡大和卓之子萨木萨克，并在大英帝國支持下为萨木萨克策划复国。1820年，萨木萨克死后，1826年，穆罕默德·奥马尔汗的儿子，穆罕默德·阿里汗又支持大和卓的孙子张格尔入疆建立“赛义德·张格尔苏丹国”，出兵叶尔羌地区，史称张格尔之乱。
张格尔之乱引发了几十年未遇的新疆大规模叛乱，清朝与浩罕汗国断交，并出兵平定了叛乱。1828年，张格尔兵败被俘，送至北京后凌迟处死。然而，这次大叛乱也给清朝在新疆的统治带来了很大打击，使得清政府不得不考虑与浩罕汗国相妥协。1830年，清朝与浩罕汗国议和，同意了浩罕汗国向新疆六城地区派遣“长老”（阿克撒卡爾），行使领事特权的要求。通过派遣长老，浩罕汗国可以一面保护浩罕商人在新疆的利益，同时直接对浩罕商人征税，从而保证浩罕汗国垄断在六城地区的贸易利益。这整个的贸易租界不仅实行浩罕的法律与自行征收关税，清政府还给予来自其他国家的商人最惠待遇。
但是在张格尔之乱以后，浩罕汗国还是没有放弃其对喀什地区的野心，时常支持和卓族人的复国行动，介入新疆事务。

### 衰退
在浩罕汗国繁荣的背后，其国内的统治阶层逐步发生对立，哈萨克和吉尔吉斯等游牧部落的叛乱也时常发生，政权实际上很不稳定。1842年，布哈拉汗国的继承者布哈拉埃米爾国的纳斯鲁拉入侵浩罕，攻下浩罕城，并杀害了穆罕默德·阿里汗全族人。从此，浩罕汗国被纳入了布哈拉的领地。随后布哈拉在被占领的首都浩罕城，扶植了新一任傀儡统治者。
不久，出自浩罕大汗一族分支的希尔·阿里夺回了政权。但由于王室血脉的而引发的汗位继承斗争，使得国内政治环境逐步恶化，政局陷入混乱。同时，北方的俄罗斯帝国入侵了哈萨克草原，直接威胁到了浩罕汗国在这一地区的统治。浩罕汗国曾尝试与当时世界上最大的伊斯兰教国家奥斯曼帝国联手，并且与大英帝国保持友好，以牵制俄罗斯帝国的南下。然而，国势大不如从前的浩罕汗国已经没有足够的力量来抵御来自俄罗斯的压力了。
同一时期，在清朝统治下的与浩罕接壤的新疆地区，叛乱也时有发生，使得作为浩罕汗国繁荣的生命线的边境贸易开始衰退。1864年，从库车爆发的叛乱顷刻间便波及新疆全境。为了响应当地穆斯林的要求，浩罕汗国的掌权者阿里木庫里联合大和卓的曾孙布素鲁克，对喀什出兵。然而，出兵军队中的领导者阿古柏在到达新疆后，与布素鲁克趁混乱夺取了喀什的穆斯林政权，并建立了哲德沙尔汗国，一时几乎占领新疆全境，宣布从浩罕独立，史称新疆回亂。这一事件切断了浩罕从新疆贸易中获得的利润。

### 浩罕汗国的灭亡

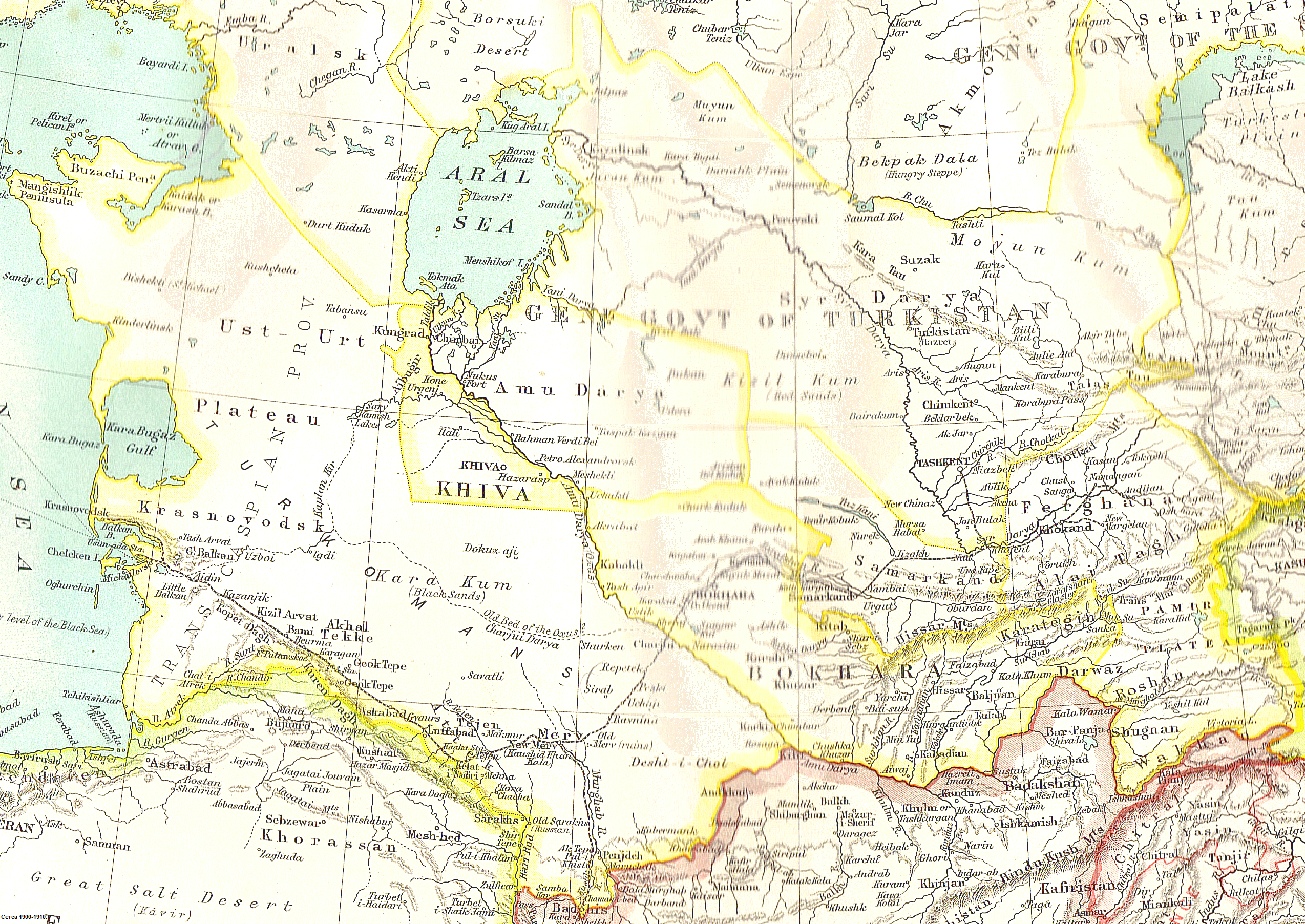
俄国征服突厥斯坦后的浩罕一带地图

1864年，在阿古柏前往新疆的同年，俄罗斯帝国开始了对浩罕汗国的入侵。1865年，布哈拉汗国与俄罗斯帝国联手攻下了汗国北部重镇塔什干。1868年3月，浩罕汗国与俄罗斯签订保护条约，使汗国成为了俄罗斯帝国的保护国。战败之后借由政变上台的穆罕默德·胡达雅尔在浩罕市内开始兴建俄罗斯风格的新王宫，同时开始加强集权统治来巩固王权。然而这也未能阻止浩罕汗国瓦解的进程。
1871年和1873年，浩罕两次爆发大规模农民起义，军队主力逃入新疆，投奔阿古柏。1875年，在布哈拉汗国入侵和国内吉尔吉斯部落叛乱的环境下，古德亚汗向奥斯曼帝国求援未果，宣布退位。叛乱者们拥护纳西尔丁即位，但随即俄罗斯帝国以“前任可汗要求武力保护”的理由，在斯科别列夫将军的率领下开始了对浩罕汗国的入侵。1876年2月19日，俄罗斯军队攻下浩罕城，末代可汗纳西尔丁出降，浩罕汗国灭亡，改組成費爾干納州 。

## 地域
浩罕立国时，领土仅限于费尔干纳谷地一带。随着其不断扩张，至19世纪早期，浩罕已经完全控制了今乌兹别克斯坦东部、吉尔吉斯斯坦南部和塔吉克斯坦，而巴尔喀什湖以南的哈萨克人也在其控制之下。鼎盛时期的浩罕，东接新疆、南隔阿姆河和阿富汗相邻，西接布哈拉、希瓦两汗国，是中亚河中地区第一强国；居民有撒爾塔人與游牧突厥人。

## 经济、宗教、文化

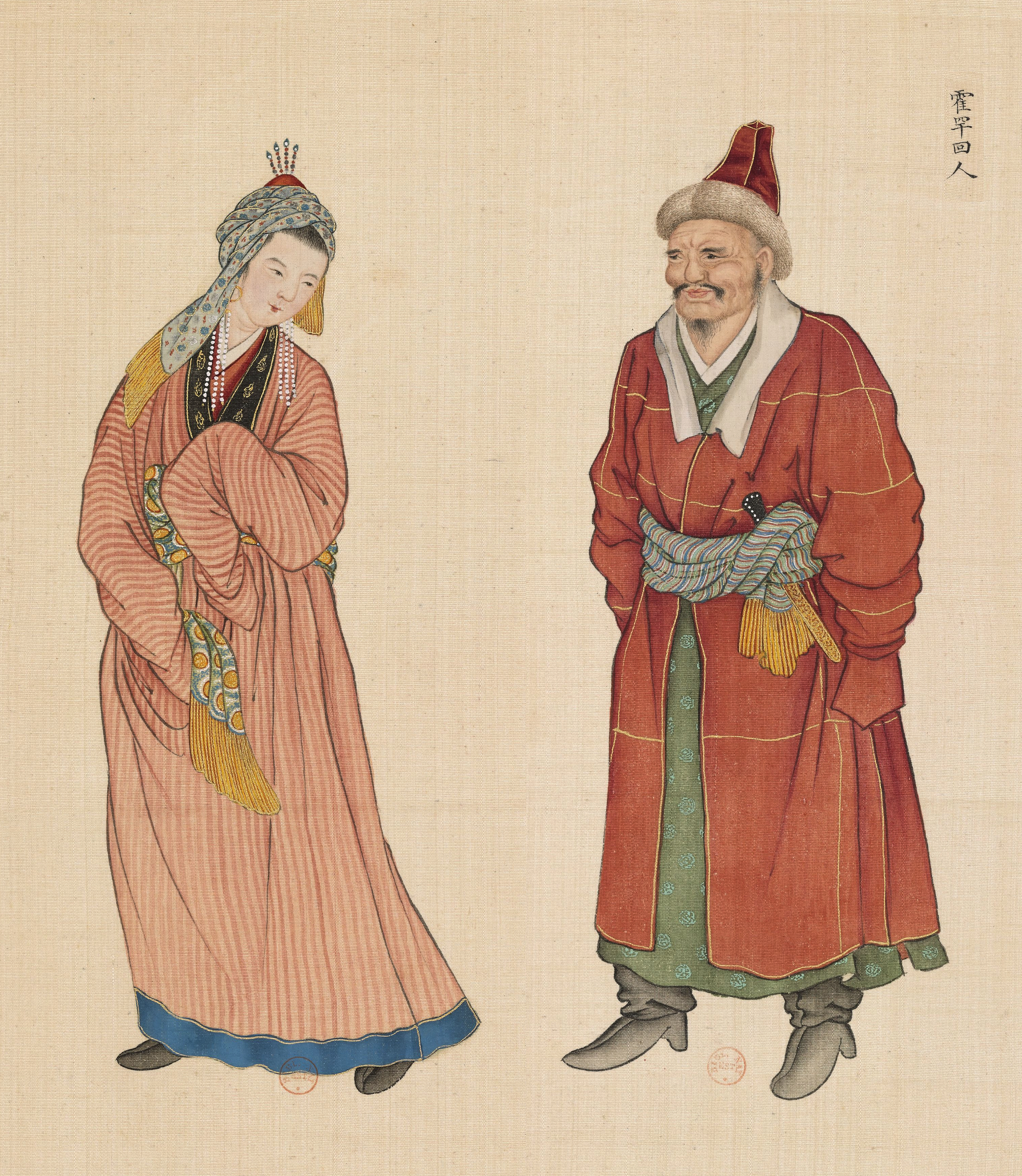
《皇清职贡图》（1769年）中的霍罕回人

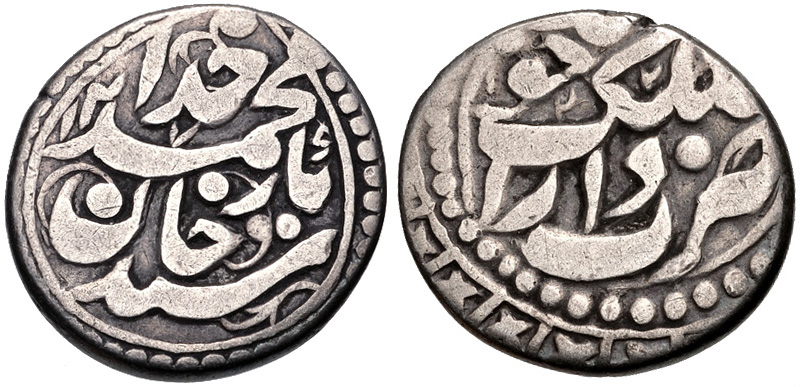
胡达雅尔汗发行的银币（1862年左右）

浩罕的经济以绿洲农业和畜牧业并重，贸易对于国家非常重要。安集延是主要贸易城市，因此浩罕人也以安集延人闻名于世，清朝特开喀什与其通商。
浩罕的国教是伊斯兰教苏菲派納克什班迪教團支脉－依禪派，国民喜爱舞蹈，骁勇善骑，当时有人称颂“四十回兵不如一安集延”。古德亚汗的宫殿保存至今，成为中亚夯土建筑的典范之作。

## 君主列表
浩罕君主自稱伯克（Beg），清朝也以伯克對其進行冊封。愛里木在位時，自加“汗”號，未取得清朝承認，清朝文書仍稱其為伯克。
1. 沙鲁克（Shah Rukh II，约1710年-1721年）
2. 阿布德·拉赫曼（`Abd ar-Rahman，1721年-1739年）
3. 阿布德·卡里姆（阿布都克里木伯克[2]，`Abd al-Karim，1739年-1746年）
4. 额尔德尼伯克（Irdana Bi Erdeni Khan，1746年-1770年）
5. 素來璊（Sulayman，1770年）
6. 沙鲁克汗三世（Shah Rukh III Khan，1770年）
7. 納爾巴圖（纳禄博图伯克[3]，Narbuta Khan，1770年-1800年）
8. 爱里木汗（英语：Alim Khan of Kokand）（Alim Khan，1800年-1809年）
9. 愛瑪爾（Muhammad `Umar Khan，1809年-1822年）
10. 邁瑪達里（Muhammad `Ali Khan，1822年-1842年）
11. 西尔阿里（Shir `Ali Khan，1842年-1845年）[4]
12. 謨蘇滿沽（Murad Beg Khan，1845年）[4]
13. 胡達雅爾（1845年-1858年）[4]
14. 馬拉（Muhammad Malla Beg Khan，1858年-1862年）[4]
15. 沙謨拉（Shah Murad Khan，1862年）[4]
16. 胡達雅爾（1862年-1863年）[4]
17. 素爾坦（Muhammad Sultan Khan，1863年-1866年）[4]
18. 胡達雅爾（1866年-1875年）
19. 纳西亞丁（1875年-1876年）

## 备注
1. ↑  1835年参与过《浩罕条约》（Treaty of Kokand）谈判的清政府官员，有不少后来也与英国人打过交道，第一次鸦片战争后订立的条约中的主要条款，也就继承了同类的安排。

## 註脚
1. ↑  Roy, p. 3. "...the court language was Persian at Bukhara and Kokand, in other words the language of the Tajiks, which at the time was seen as the main cultured language. The idea of associating a territory with an ethnic group defined by language was alien to the political ideas of the Muslims of Central Asia. These populations were, and still are widely intermingled, so that infra-ethnic identitics (tribal, clan, locality, family, etc) were more important in determining loyalties than strictly ethnic origin."
2. ↑  Roy, p. 4, "Persian was the language of civilisation par excellence from Delhi to Samarkand, passing via Lahore and Kabul, and this remained the case until the early twentieth century. The emirates of Kokand and Bukhara had Persian as their official language right up to their dissolution (in 1876 and 1920 respectively)"
3. ↑  History of Civilizations of Central Asia, p. 81.

## 延伸阅读
[在维基数据编辑]
 《清史稿/卷529》，出自趙爾巽《清史稿》